# Тапакуло санта-мартійський
Тапакуло санта-мартійський (Scytalopus sanctaemartae) — вид горобцеподібних птахів родини галітових (Rhinocryptidae).

## Поширення
Ендемік Колумбії. Поширений лише у горах Сьєрра-Невада-де-Санта-Марта на північному сході країни. Мешкає в густому підліску вологих гірських лісів на висотах від 900 до 1700 м.

## Опис
Його довжина в середньому становить 11,5 см. Оперення переважно світло-сіре з невеликою білою плямою на тімені та рудим кольором на боках, підхвості і крупі.